# Liste des brevets d'invention de Georges Cloetens
 (juin 2025).
Motif : Où sont les sources secondaires sur cette liste, sources qui donneraient le constexte de ces brevets, et qui assurerait qu'il n'y a pas d'autre brevet.
- Archive Wikiwix
- Bing
- Cairn
- DuckDuckGo
- E. Universalis
- Gallica
- Google
- G. Books
- G. News
- G. Scholar
- Persée
- Qwant
- (zh) Baidu
- (ru) Yandex
- (wd) trouver des œuvres sur Wikidata

| 1. | Préciser le motif de la pose du bandeau. | Précisez le motif de la pose du bandeau en utilisant la syntaxe suivante : {{admissibilité à vérifier\|date=juin 2025\|motif=remplacez ce texte par le motif}}                                                         |
| 2. | Informer les utilisateurs concernés.     | Pensez à avertir le créateur de l'article, par exemple, en insérant le code ci-dessous sur sa page de discussion : {{subst:avertissement admissibilité à vérifier\|Liste des brevets d'invention de Georges Cloetens}} |

Liste chronologique des brevets d'invention déposés par Georges Cloetens. Les inventions de Cloetens sont pratiquement toutes signées « Georges Cloetens », bien que quelques-unes soient au nom de « Georges Josse Cloetens ». Il a également signé des brevets avec le Liégeois Georges Laloux (surtout actif dans le secteur de l'armurerie) et le Bruxellois Louis Marie Charles Adolphe van der Heyden a Hauzeur.

## Année 1904
« Cloetens, (G.), 37, rue de Lausanne, à Saint-Gilles.
180877. - Inv. - 25 novembre 1904. - Orgues à mécanismes simplifiés. Les simplifications consistent dans la suppression des rouleaux d'abrégés et des bascules pour la traction des claviers aux soupapes des sommiers, et en la suppression des bascules et poussards dans les accouplements des claviers ».

## Année 1908
« Cloetens, (G.), 37, rue de Lausanne, à Saint-Gilles.
211324. - Inv. - 19 octobre 1908. - Tuyaux d'orgue à sonorités et timbres multiples pouvant être utilisés comme tuyaux d'orgues, trompes ou cornets d'automobiles ou de vélos, cornets d'alarme, etc., fonctionnant à air comprimé ou à embouchure (séparément ou par groupe). Ce tuyaux est pourvu de deux anches ».
« Cloetens, (G.), 37, rue de Lausanne, à Saint-Gilles.
212661. - Perf. - 14 décembre 1908. - Tuyaux d'orgue à sonorités et timbres multiples (brevet principal du 19 octobre 1908 sous le n°211324). L'inventeur revendique les dispositions permettant d'obtenir dans un seul tuyau les sonorités d'un jeu d'anches complet ».

## Année 1909
« Cloetens, (G.), 37, rue de Lausanne, à Saint-Gilles.
219436. - Perf. - 25 septembre 1909. - Tuyaux d'orgue à sonorités et timbres multiples (brevet principal du 19 octobre 1908, sous le n°211324). Plusieurs anches sont disposées sur un tuyau résonateur unique ».

## Année 1910
« Cloetens, (G.), 37, rue de Lausanne, à Saint-Gilles.
224240. - Perf. - 22 mars 1910. - Tuyaux d'orgue à sonorités et timbres multiples (brevet principal du 19 octobre 1908, sous le n°211324). Plusieurs anches ou soupapes battantes sont disposées sur un tuyau résonateur unique et peuvent fonctionner par air comprimé entrant ou sortant ou par l'air aspiré ».

## Année 1913
« Cloetens, (G.), 37, rue de Lausanne, à Saint-Gilles. Représenté par Van der Haeghen [sic], à Bruxelles.
258418. - Inv. - 12 juillet 1913. - Anches pour orgues. Il s'agit d'anches battantes dont les cuillères sont réalisées par des canaux disposés dans une plaque servant de support à plusieurs anches ».

## Année 1919
« Cloetens, (G.), 52, avenue Fondroy, Uccle. Représenté par Vander Haeghen, à Bruxelles.
278726. - Inv. - 28 janvier 1919. - Dispositif permettant de modifier les sons produits par tout instrument à cordes touché pour clavier ou au doigt et notamment de lui faire produire les harmoniques. Ces résultats sont obtenus au moyen de pièces d'appui pouvant, au moyen de dispositifs de manœuvre appropriés, être appliquées à volonté en des points déterminés de chaque corde ».
« Cloetens, (G.), 52, avenue Fondroy, Uccle. Représenté par Vander Haeghen, à Bruxelles. 
280282. - Perf. - 12 mai 1919. - Dispositif permettant de modifier les sons produits par tout instrument à cordes touché par clavier ou au doigt et notamment de lui faire produire des harmoniques, brev. en sa faveur, le 28 janvier 1919, sous le n°278726. Pour obtenir les effets de cordes pincées analogues à ceux obtenus par les clavecins, on place des pièces dures, en métal ou en ébonite, à proximité de la corde de façon qu'elles viennent butter contre cette pièce dure. Si l'on veut atténuer les effets on peut placer entre les cordes les marteaux des bandes en matière souple telle que le cuir ».

## Année 1920
« Cloetens, (G.), avec Laloux, (G.) et Van Der Heyden a Hauzeur, (L.), respectivement 37, rue de Lausanne à Bruxelles, 2, rue Saint-Rémy à Liège et 24, rue des Chevaliers à Bruxelles. Représenté par G. Vander Haeghen, à Bruxelles.
284326. - Imp. - 7 janvier 1920. - Dispositif permettant de produire et de faire varier les vibratos et trémolos sans perte de vent dans les orgues, harmoniums et instruments à vent, brev. en France, le 26 juillet 1913, en faveur de G. Cloetens. On utilise pour la production des trémolos les trépidations rapides se produisant lorsque le soufflet régulateur n'est pas réglé convenablement et on transforme ces trépidations en vibrations utilisables musicalement ».
« Cloetens, (G.), 37, rue de Lausanne, à Saint-Gilles. Représenté par G. Vander Haeghen, à Bruxelles.
292081. - Perf. - 13 novembre 1920. - Dispositif permettant de modifier les sons produits par tout instrument à corde touché par clavier ou au doigt, brev. en sa faveur, le 28 janvier 1919, sous le n°278726. Dans un instrument à cordes, genre piano, on obtient l'effet d'une corde pincée en munissant les marteaux frappeurs d'une petite plaque métallique, qui n'agit pas dans la frappe normale, mais qui entre en action après déplacement latéral des marteaux ».

## Année 1921
« Cloetens, (G.), avec Laloux, (G.) et Van Der Heyden a Hauzeur, (L.), respectivement 37, rue de Lausanne à Bruxelles, 2, rue Saint-Rémy à Liège et 24, rue des Chevaliers à Bruxelles. Repr. par G. Vander Haeghen, à Bruxelles.
299796. - Inv. - 10 novembre 1921. - Perfectionnements aux instruments de musique à vent. Dans les instruments où la colonne d'air de chaque tuyau est mise en vibration au moyen d'une anche composée d'une cuillère et d'une languette, la cuillère est supprimée et la languette est fixée directement sur le corps du tuyau ».

## Année 1922
« Cloetens, (G.), 37, rue de Lausanne, à Saint-Gilles. Repr. par G. Vander Haeghen, à Bruxelles.
306002. - Perf. - 22 mars 1922. - Dispositifs permettant de modifier les sons produits par tout instrument à cordes (brev. en sa faveur, le 28 janvier 1919, sous le n°278726). Des pièces d'appui qui peuvent être amenées contre les cordes ou à proximité de celles-ci, en des points déterminés de leur longueur, sont attachées aux entretoises qui assurent la rigidité du cadre, au moyen de bras pivotant autour de charnières ».
« Cloetens, (G.), avec Laloux, (G.) et Van Der Heyden a Hauzeur, (L.), respectivement 37, rue de Lausanne à Bruxelles, 2, rue Saint-Rémy à Liège et 24, rue des Chevaliers à Bruxelles. Repr. par G. Vander Haeghen, à Bruxelles.
303728. - Inv. - 11 mai 1922. - Perfectionnement aux instruments de musique à vent. L'organe réglant la vibration de chaque anche est commandé automatiquement par les variations de pression de l'air réalisant la vibration de la plaque mobile de l'anche, les variations de pression de l'air réalisant la vibration de la plaque mobile de l'anche, de telle façon que chaque anche vibre sous l'effet de l'air comprimé ou aspiré avec une intensité croissante au fur et à mesure que l'on enfonce la touche correspondante ».
« Cloetens, (G.), avec Laloux, (G.) et Van Der Heyden a Hauzeur, (L.), respectivement 37, rue de Lausanne à Bruxelles, 2, rue Saint-Rémy à Liège et 24, rue des Chevaliers à Bruxelles. Repr. par G. Vander Haeghen, à Bruxelles.
303729. - Inv. - 17 mai 1922. - Perfectionnements aux instruments de musique à anches. Plusieurs anches placées dans une chambre à air aboutissent, par des conduits munis de soupapes, dans un tuyau résonnateur [sic] principal de forme conique communiquant avec un tuyau résonnateur [sic] auxiliaire qui aboutit à l'air libre du côté de la plus grande section du tuyau principal ».

## Année 1927
« Cloetens, (G.J.), 36, rue de la Régence, à Bruxelles. Repr. par G. Vander Haeghen, à Bruxelles.
341751. - Inv. - 30 avril 1927. - Instrument de musique à une seule corde. - (Bruxelles, 236002). Il s'agit d'un dispositif permettant d’exécuter sur une seule corde toute une série de sons différents à timbre variable. Une corde est tendue au-dessus ou au-dessous d'une caisse de résonance. L'organe percuteur est maintenu en contact pendant un certain temps avec la corde après sa percussion ; cette corde rend ainsi en même temps deux sons différents dont chacun dépend de l'endroit où se fait la percussion ; un étouffoir supprime un des sons. La tension de la corde peut être rendue variable au moyen d'un levier mû par les touches du clavier. On peut prévoir une partie de corde libre sur laquelle on peut agir par archet, plectre, etc ».

## Année 1931
« Cloetens, (G.J.), 36, rue de la Régence, à Bruxelles. Repr. par G. Vander Haeghen, à Bruxelles.
383013. - Inv. - 30 septembre 1931. - Instruments à cordes ou à lames – (Bruxelles, 264692).
Il s'agit d'instruments tels que piano, clavecin, etc. dans lesquels des parois rigides, se trouvant en regard de toutes les ouvertures par lesquelles les sons peuvent sortir librement de la caisse, sont disposées de manière à diriger ces sons d'un même côté de l'instrument ; de plus les endroits où les sons quittent les dites parois sont munis d'obturateurs mobiles susceptibles de modifier la section de libre passage des sons. On peut introduire entre les marteaux et les cordes des corps durs soutenus par des supports déformables afin de modifier le timbre du son ».
« Cloetens, (G.J.), 36, rue de la Régence, à Bruxelles. Repr. par G. Vander Haeghen, à Bruxelles.
384306. - Inv. - 19 novembre 1931. - Instruments à cordes ou à lames (brev. le 30 septembre 1931, sous le n°383013).
En face des ouvertures de l'instrument par lesquelles s'échappent le son, on dispose une paroi rigide en triplex ou en bois spécial qui fait office d'amplificateur du son. L'extrémité de cette paroi peut être rabattue suivant des angles différents [...] ; enfin un clapet peut encore modifier à volonté le degré d'amplification ».

## Année 1932
« Cloetens, (G.J.), 36, rue de la Régence, à Bruxelles.
387957. - Perf. - 19 avril 1932. - Instruments à cordes ou à lames (brev. le 30 septembre 1931, sous le n°383013).
Il s'agit d'un instrument de musique dans lequel le son est produit au moyen de corps durs montés sur des supports articulés s'appuyant sur des poussoirs actionnés par les touches. Ces supports sont pivotés sur un organe de commande susceptible d'éloigner les corps durs des cordes de l'instrument. Des sourdines sont disposées entre les corps durs et les cordes et des obturateurs mobiles en forme de palettes commencées en rotation, permettent de modifier la section de libre passage des sons ».

## Année 1947
« Cloetens, (G.J.), 26, rue de la Linière, à Saint-Gilles. Repr. par G. Vander Haeghen, à Bruxelles.
475552. - Inv. - 21 août 1947. - Instrument de musique à cordes (Bruxelles 330648).
(22-3) Chaque percuteur en matière dure ne peut venir qu'une seule fois en contact avec la corde chaque fois qu'il est projeté vers celle-ci par abaissement de la touche correspondante. Applicable aux clavecins, aux pianos ».

## Année 1949
« Cloetens, (G.), 164, rue de la Cambre, à Woluwe-Saint-Lambert.
489793. - Inv. - 23 juin 1949. Appareil destiné à remplacer les seringues pour injections hypodermiques, intramusculaires, intraveineuses ou autres. (Bruxelles 342027).
(2-1) L'appareil se compose d'une cartouche-ampoule, d'un piston se vissant sur le pas de vis, d'une aiguille à double pointe enchâssée dans un disque d'arrêt en matière plastique et d'un capuchon pour la petite partie de l'aiguille ».